# Договор от Тордесиляс
Договорът от Тордесиляс (на испански: Tratado de Tordesillas; на португалски: Tratado de Tordesilhas) е споразумение между Кралство Испания и Кралство Португалия за разпределението на сферите на влияние в света между двете държави.
Малко преди това е сключена личната уния между Кралство Кастилия и Кралство Арагон, скрепена с династическия брак между монарсите Изабела Кастилска и Фердинанд Арагонски. Споразумението е сключено на 7 юни 1494 г. в испанското село Тордесиляс. Ратифициран от Испания на 2 юли 1494 г., а от Португалия – на 5 септември същата година. Одобрен с була на папа Юлий II от 1506 г.

## Разделителна линия
Договорът определя разделителната линия Inter caetera, установена една година по-рано в була на папа Александър VI – 38° западна дължина по Гринуич. Мислената линия пресича меридиално Атлантическия океан, като по настояване на португалската страна е преместена от 100 на 370 левги (1770 км, 1100 мили) западно от Кабо Верде – на картата е означена със съвременния меридиан 49°32'56" западна дължина по Гринуич, който се нарича още „папски меридиан“. Новооткритите морета и земи на изток от тази линия се определят за владение на Кралство Португалия, а на запад — на Кралство Кастилия и Арагон (Испания).

## Предистория
Папите Николай V и Калист III в годините около превземането на Константинопол (1452-1456) дават право на Португалия да владее земите на юг и на изток от нос Бохадор „до индийците“. Кастилия признава това право през 1479 г., а през 1481 г. Сикст IV със своята була „Aeterni regis“ потвърждава това право на Португалия за цялата земя разположена на юг от Канарските острови.
Завръщането на Христофор Колумб от първата му експедиция и новината, че той е открил „Западните Индии“, разтревожва Португалия, понеже откритието я лишава от предварително установеното ѝ право като условие по териториалните ѝ права съгласно папските були. Кастилия обаче отказва да признае папското възлагане, като противопоставя като правно основание аргумента на правото на първо откритие. Разрешаването на възникналия конфликт между двете страни относно правата върху територията открита от Колумб може да бъде постигнато само от главата на католическата църква, чието окончателно решение намира потвърждение с договора от Тордесиляс.

## Изпълнение
Мислената разделителна линия е условна, но прокарването ѝ има значение за неутрализиране на възникващите конфликти между страните по отношение на последвалите я Велики географски открития. Когато през 1500 г. Педру Кабрал открива Бразилия, става ясно, че тя е подарена от Испания, тъй като „папският меридиан“ е изместил на запад бъдещите ѝ владения. Изпълнението на договора се усложнява неимоверно, когато Фернандо Магелан открива необятното пространство на Тихия океан след завръщането на членовете на екипажа му от първото околосветско пътешествие през 1519-1522 г.
Откритието на Магелан за сферичната форма на Земята поставя страните пред необходимостта да определят и „папския антимеридиан“ или „източния папски меридиан“ за разграничение на владенията им. Това става със Сарагоския договор от 1529 г., като другата линия на разграничение е установена на 297,5 левги (1423,175 km) източно от Молукските острови (отчетено от най-източната точка на северния остров Ваигео ), близо до меридиана 145° източна дължина по Гринуич. Съгласно споразумението, линията трябва да минава между остров Гуам и Марианските острови , тогава наречени Лас Велас и Санто Томе . Земите и моретата на изток от линията са за Испания, а на запад – за Португалия. Освен това договорът одобрява споразумението за продажба от Испания на Португалия на правата на Молукския архипелаг за 350 хиляди дуката.
Западната граница (папският меридиан) също се променя с годините по мнение на различни източници:
- 1495 – 45° 37' – Фербер
- 1502 – 42° 30' – Кантино
- 1518 – 45° 38' – Енцисо
- 1524 – 46° 36' (45° 38') – Експерти от Бадахос
- 1529 (1519) – 49° 45' – Рибейро
- 1545 – 45° 17' – Овиедо

През XVII век разделителната линия минава от устието на р. Амазонка на юг-югозапад до най-южната точка на Южна Америка.

## Последствия
Трите „ощетени“ и останали без земи, подлежащи на колонизиране европейски морски сили – Нидерландия, Англия и Франция, отказват да признаят споразумението и пристъпват към насърчаване на пиратството като държавна политика.
Договорът от Тордесиляс е денонсиран от страните през 1777 г. по силата на договора от Сан Инделфонсо.